# Marco Pezzaiuoli
Marco Pezzaiuoli (nacido el 16 de noviembre de 1968) es un exfutbolista alemán y entrenador.
Dirigió en equipos como el Karlsruher SC, Eintracht Tréveris, TSG 1899 Hoffenheim y Cerezo Osaka.

## Clubes

### Como futbolista
| Club                  | País     | Año  |
| --------------------- | -------- | ---- |
| SV 1898 Schweitzingen | Alemania | ???? |
| VfR Mannheim          | Alemania | ???? |

### Como entrenador
| Club                                    | País     | Año         |
| --------------------------------------- | -------- | ----------- |
| Karlsruher SC                           | Alemania | 2002        |
| Eintracht Tréveris                      | Alemania | 2006        |
| Selección de fútbol de Alemania (youth) | Alemania | 2007 - 2010 |
| TSG 1899 Hoffenheim                     | Alemania | 2011        |
| Cerezo Osaka                            | Japón    | 2014        |
| Bengaluru FC                            | India    | 2021 - 2022 |